# Izz ad-Din al-Qassam
Izz ad-Din Abd al-Qadar ibn Mustafa ibn Yusuf ibn Muhammad al-Qassam (em árabe: عز الدين بن عبد القادر بن مصطفى بن يوسف بن محمد القسام / ALA-LC: ʿIzz ad-Dīn ibn Abd al-Qāder ibn Mustafa ibn Yūsuf ibn Muhammad al-Qassām; Jableh, 1881 ou 19 de dezembro 1882 –Sheik Zeid, 20 de novembro 1935) foi um influente pregador árabe e clérigo do Islã sunita durante o Mandato Britânico da Palestina. Em 1930, al-Qassam fundou al-Kaf al-Asuad ("a Mão Negra"), o primeiro grupo organizado de militantes palestinos.

## Biografia
Estudou no Egito, na Universidade de al-Azhar, onde inicialmente seguiu as ideias salafistas, opondo-se ao Islã institucional dos muftis e dos ulemás.
Ele foi um defensor convicto da jihad contra os italianos que, com a guerra contra o Império Otomano, conquistaram a Cirenaica e a Tripolitânia (guerra ítalo-turca de 1911). Nessa ocasião arrecadou fundos e compôs um hino destinado a ser tocado por ocasião da desejada (mas não concretizada) vitória dos muçulmanos cirenaicos e tripolitanos. Também alistou dezenas de voluntários destinados à frente da Líbia, mas foram bloqueados pelas autoridades de Istambul que não queriam este tipo de combatentes nas zonas de combate.
Alistou-se então nas fileiras do exército otomano durante a Primeira Guerra Mundial e para isso recebeu educação militar adequada, sendo designado para trabalhar como assistente espiritual das tropas numa base perto de Damasco.
Foi, portanto, contra os ocupantes franceses que esmagaram a tentativa monárquica liderada pelo Emir Faisal na Batalha de Maysalun. Os franceses, uma vez reduzida à impotência a revolta na Síria de 1921, condenaram-no à morte, mas Izz ad-Dīn al-Qassām foi para as montanhas, dando vida a uma forma de resistência patriótica, recorrendo às ferramentas típicas da guerrilha.
Tendo fugido para Haifa, ensinou religião islâmica, destacando-se como um reformador social. Ele logo defendeu a jihad também contra os mandatos de ocupação britânicos e contra os sionistas judeus que chegaram à Palestina. Ele fundou e liderou a organização secreta Mão Negra até sua morte e foi finalmente morto pelas forças britânicas em Jenin em 19 de novembro de 1935. Sua morte desencadeou a Grande Revolta Árabe em 1936.
Izz ad-Dīn al-Qassām está atualmente enterrado no cemitério muçulmano de Haifa e seu túmulo foi profanado várias vezes (especialmente em 1999) por extremistas israelenses de direita.
O foguete Qassam e o braço militar do Hamas (Movimento de Resistência Islâmica) foram nomeados em homenagem a ele.